# Parmele, North Carolina
Parmele, North Carolina (енгл. Parmele) град је у америчкој савезној држави Северна Каролина.

## Демографија
По попису из 2010. године број становника је 278, што је 12 (-4,1%) становника мање него 2000. године.
| Група             | 2000.       | 2010.       |
| Белци             | 31 (10,7%)  | 24 (8,6%)   |
| Афроамериканци    | 249 (85,9%) | 254 (91,4%) |
| Азијати           | 1 (0,3%)    | 0 (0,0%)    |
| Хиспаноамериканци | 2 (0,7%)    | 0 (0,0%)    |
| Укупно            | 290         | 278         |